# 警務用オートバイ

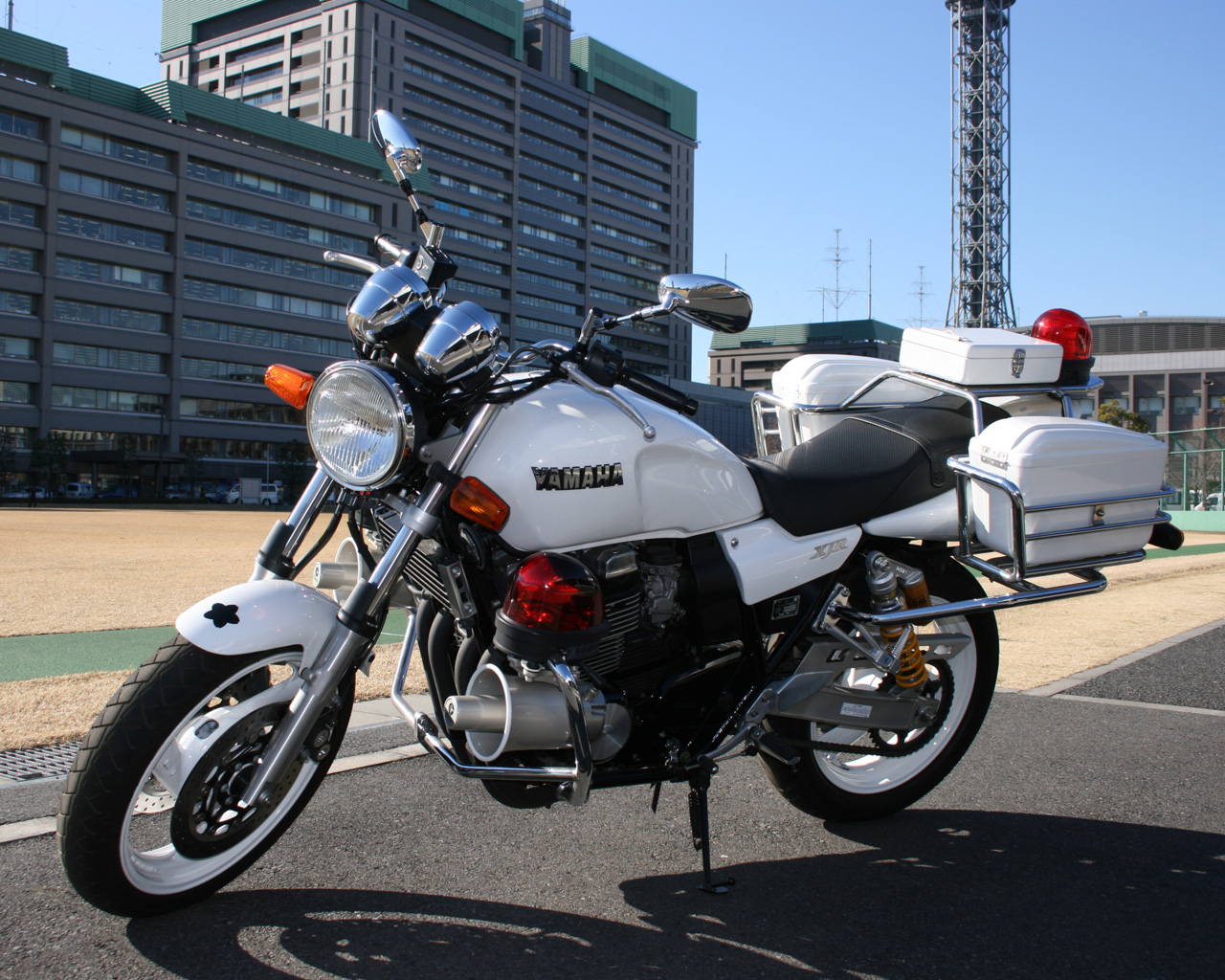
ヤマハ製の警務用オートバイ

警務用オートバイ（けいむようオートバイ）は、陸上自衛隊の警務科が使用しているオートバイである。諸外国の憲兵にあたる部隊が警務隊であるが、警務隊の数少ない専用装備といえるのがこの警務用オートバイである。

## 特徴
警務隊のオートバイは、基本的に駐屯地内あるいは路上での走行しか想定されないので、陸上自衛隊の偵察用オートバイとは異なり、オフロードタイプではなくロードスポーツタイプのオートバイが採用される。警務隊らしく車体色は白色で、緊急車両の指定を受けているため、赤色灯とサイレンアンプ、スピーカー等を装備している。一見すると都道府県警察の採用している交通取締用白バイにも見えるが、速度違反の取り締まりは行わないため、速度違反を計測する機材は搭載していない。また排気量も警察の白バイが750cc以上の大型であるのに対し、交通統制や交通誘導、要人警護にしか使用しないことから400cc程度の中型のオートバイが採用されている。
自衛隊車両なのでナンバープレートは自衛隊用のものを採用しており、制式装備なのでフロントフェンダーには桜章も描かれる。

## 車種

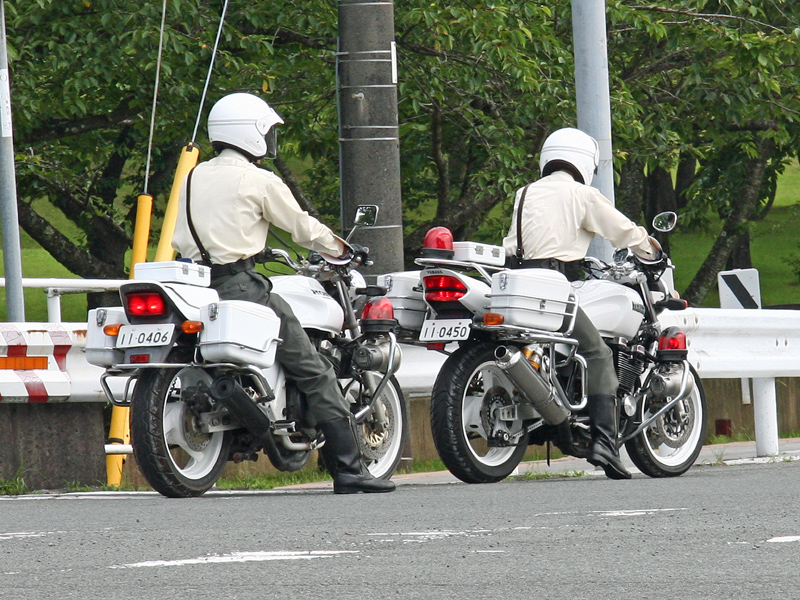
リアからの画像(画像左側がホンダ製、右側がヤマハ製)

長らくVF400やCB400SFなどのホンダ製のものが調達されてきたが、近年はヤマハ製のXJR400の調達に切り替わっており、ホンダ製オートバイは調達されていない。
2019年からヤマハ・MT-03を導入。